# Шуйський Герман Олексійович
Герман Олексійович Шуйський (нар. 29 квітня 1937, Кольчугіно, Владимирська область, РРФСР) — радянський футболіст, нападник. Майстер спорту СРСР.

## Життєпис
Розпочав грати в юнацькій команді «Кольорові метали» (Кольчугіно) в 1953 році.
У 1956 році опинився в аматорському колективі «Крила Рад» з Білої Калитви, де його помітили тренери ростовського СКА, в дублюючому складі якого пройшов службу в лавах Збройних Сил СРСР, після чого повернувся в Білу Калитву.
У 1962 році форвард за рекомендацією Юрія Романова був запрошений до одеського «Чорноморця», в складі якого відіграв два роки. Виступав за збірну УРСР.
Ігрову кар'єру Шуйський продовжив у вінницькому «Локомотиві», в 1964 році став разом з командою чемпіоном УРСР, після чого на поточний рік відіграв за миколаївський «Суднобудівник» та ізмальскій «Дунаєць», в складі якого є найкращим в історії бомбардиром в першості СРСР.
Останньою командою майстрів нападника був єнакіївський «Шахтар», розлучившись з яким в 1968 році Шуйський догравав в найкращому аматорському клубі Одеської області в епоху СРСР — татарбунарському «Повстанні», двічі ставав чемпіоном і володарем Кубка Одеської області.
Завершивши кар'єру, Герман Олексійович перейшов на тренерську й адміністративну роботу, займався арбітражем та інспектування матчів чемпіонату Одеської області, тривалий період часу очолював Комітет ветеранів федерації футболу Одеської області, викладав фізкультуру в одеській загальноосвітній школі номер 110.
З ініціативи Шуйського в 1996 році був заснований традиційний ветеранський Кубок пам'яті Юрія Заболотного.